# Bauhinia altiscandens
Bauhinia altiscandens är en ärtväxtart som beskrevs av Adolpho Ducke. Bauhinia altiscandens ingår i släktet Bauhinia och familjen ärtväxter. Inga underarter finns listade i Catalogue of Life.